# Clarkes wever
Clarkes wever (Ploceus golandi) is een zangvogel uit de familie Ploceidae (wevers en verwanten). De vogel werd in 1913 door de Brit  Stephenson Robert Clarke (1862-1948) geldig beschreven en vernoemd naar zijn broer Goland Vanholt Clarke. Het is een bedreigde, endemische vogelsoort in Kenia.

## Kenmerken
De vogel is 13 cm lang. Het mannetje heeft een zwarte kop en borst. Onder het zwart van de borst is de buik geel en dit geel gaat geleidelijk over in wit. Van boven is de vogel zwartbruin, de veren van de vleugels hebben gele randen. De staart is donker olijfgroen, de stuit is lichter olijfgroen. Het vrouwtje mist het zwart en is van onder egaal helder olijfgroen gekleurd. De snavel is bruin en de poten zijn lichtbruin.

## Verspreiding en leefgebied
Deze soort is endemisch in zuidoostelijk Kenia. De meest waarnemingen komen uit het Nationaal park Arabuko Sokoke maar ook nog twee andere regio's in zuidoostelijk Kenia. Het leefgebied bestaat uit Miombo-bos in laagland.

## Status
Clarkes wever heeft een beperkt verspreidingsgebied en daardoor is de kans op uitsterven aanwezig. De grootte van de populatie werd in 2016 door BirdLife International geschat op 2000 - 4000 volwassen individuen en de populatie-aantallen nemen af door habitatverlies. Het leefgebied wordt aangetast door ontbossing waarbij natuurlijk bos wordt gekapt als brandhout en omgezet in gebied voor agrarisch gebruik en menselijke bewoning. Om deze redenen staat deze soort als bedreigd op de Rode Lijst van de IUCN.